# PharmaSat

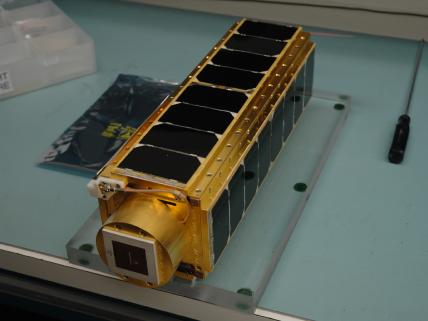
PharmaSat em fase de testes antes do lançamento.

O PharmaSat foi um nanossatélite desenvolvido pelo Centro de Pesquisas Ames da NASA para medir a influência da microgravidade sobre a resistência fermento para um agente antifúngico. Como uma continuação para a missão GeneSat 1, o Centro de Pesquisas Ames conduziu a missão PharmaSat em colaboração com indústrias e universidades dos Estados Unidos.
O PharmaSat foi o primeiro nanossatélite, projetado para auxiliar no desenvolvimento de medicamentos e técnicas para permitir a viagem espacial tripulada de longo prazo e habitação. Foi lançado em 19 de maio de 2009 às 23:55:00 UTC do Mid-Atlantic Regional Spaceport em Wallops Island, Virgínia, Estados Unidos, a bordo de um foguete Minotaur I.
O PharmaSat foi inserido com sucesso em uma órbita baixa da Terra a cerca de 459 km (285 milhas) acima da Terra e, após ter sido ativado, começou a transmitir sinais de rádio de duas estações de controle na terra. A estação terrestre principal localiza-se no SRI International em Menlo Park, Califórnia, transmitindo dados de missão do satélite para os seus operadores, enquanto uma segunda estação está localizada na Universidade de Santa Clara, Califórnia, cujos sistemas robóticos foram responsáveis pela operação do satélite.
O PharmaSat decaiu a partir da sua órbita e reentrou na atmosfera em 14 de agosto de 2012.

## Ligações Externas
- Site Oficial
- 2009-028B